# Bardou
Bardou (din franceză bardot) (în latină Equus hinnus) este un animal hibrid obținut prin încrucișarea dintre armăsar și măgăriță și este steril (nu se poate reproduce).
În general, bardoul se obține accidental, prin împerechere spontană. Crescătorii nu îl doresc, deoarece nu are nici forța calului, nici robustețea măgarului. De aceea, este mai rar întâlnit decât  catârul, care rezultă din încrucișarea între iapă și măgar.

## Utilizarea în alimentație
Codul Comun Internațional Privind Achizițiile de Produse și Servicii - CPV (Common Procurement Vocabulary) 15118900-7 include produsele „Carne de măgar, de catâr sau de bardou”.